# Ковенское викариатство
Ко́венское викариа́тство — викариатство Виленской епархии Русской православной церкви, существовавшее в 1843—1921 и в 1942—1945 годах. Названо по городу Ковно (ныне Каунас, Литва).
Учреждено в 1843 году в связи с образованнем Ковенской губернии в составе Литовской епархии. Первоначально Ковенские епископы жили в Пожайском Успенском мужском монастыре близ Ковно. В 1921 году епископ Елевферий (Богоявленский) был возведен в сан архиепископа и назначен на Виленскую кафедру правящим архиереем. В 1942 году возрождено, но после 1945 года не замещалось.

## Епископы
- 8 сентября 1843 — 6 ноября 1848 — Платон (Городецкий)
- 1 января 1849 — 29 марта 1851 — Евсевий (Ильинский)
- 28 мая 1851 — 13 сентября 1860 — Филарет (Малышевский)
- 21 ноября 1860 — 14 августа 1868 — Александр (Добрынин)
- 11 сентября 1868 — 7 декабря 1874 — Иосиф (Дроздов)
- 10 февраля 1875 — 16 мая 1877 — Евгений (Шершилов)
- 16 мая 1877 — 14 мая 1881 — Владимир (Никольский)
- 14 мая 1881 — 6 марта 1882 — Донат (Бабинский-Соколов)
- 30 мая 1882 — 7 июня 1885 — Сергий (Спасский)
- 15 сентября 1885 — 2 октября 1886 — Смарагд (Троицкий)
- 18 октября 1886 — 14 марта 1889 — Антонин (Державин)
- 13 мая 1889 — 26 декабря 1890 — Кирилл (Орлов)
- 3 февраля 1891 — 22 ноября 1892 — Григорий (Полетаев)
- 19 декабря 1892 — 6 июня 1897 — Христофор (Смирнов)
- 6 августа 1897 — 22 сентября 1899 — Михаил (Темнорусов)
- 20 октября 1899 — 6 сентября 1903 — Михаил (Ермаков)
- 6 сентября 1903 — 25 января 1907 — Сергий (Петров)
- 25 января 1907 — 15 февраля 1908 — Кирион (Садзаглишвили)
- 22 марта 1908 — 25 июня 1911 — Владимир (Филантропов)
- 21 августа 1911 — 15 июня 1921 — Елевферий (Богоявленский)
- 26 апреля 1942 — 30 декабря 1945 — Даниил (Юзьвюк)